# The Christmas Sessions
The Christmas Sessions é o quarto álbum de estúdio e o primeiro disco de natal da banda MercyMe, lançado a 27 de Setembro de 2005. 

## Faixas
1. "It Came Upon A Midnight Clear" - 4:38
2. "Gloria" - 4:12
3. "God Rest Ye Merry Gentlemen" - 3:29
4. "Rockin' Around The Christmas Tree" - 2:30
5. "Winter Wonderland/White Christmas" - 3:45
6. "Christmas Time Is Here" - 3:40
7. "Silent Night" - 4:14
8. "Away" - 2:08
9. "Little Drummer Boy" - 3:16
10. "I Heard the Bells on Christmas Day" - 5:05
11. "O Holy Night" - 3:50
12. "Joseph's Lullaby" - 3:44

## Paradas
| Ano  | Paradas              | Posição |
| ---- | -------------------- | ------- |
| 2005 | Billboard 200        | 64      |
| 2005 | Top Christian Albums | 3       |

## Créditos
- Jim Bryson - Teclados
- Drew Cline - Vocal de apoio
- Nathan Cochran - Baixo
- Travis Cottrell - Vocal de apoio
- Eric Darken - Percussão
- Paul Franklin - Guitarra
- Amy Grant - Vocal de apoio
- Barry Graul - Guitarra, vocal de apoio
- Barry Green - Trombone
- Mike Haynes - Trompete
- Blair Masters - Piano
- Michael Mellett - Vocal de apoio
- Bart Millard - Vocal, vocal de apoio
- Mark Nicholas - Vocal de apoio
- Mike Scheuchzer - Guitarra
- Robby Shaffer - Bateria